# Thunnus alalunga

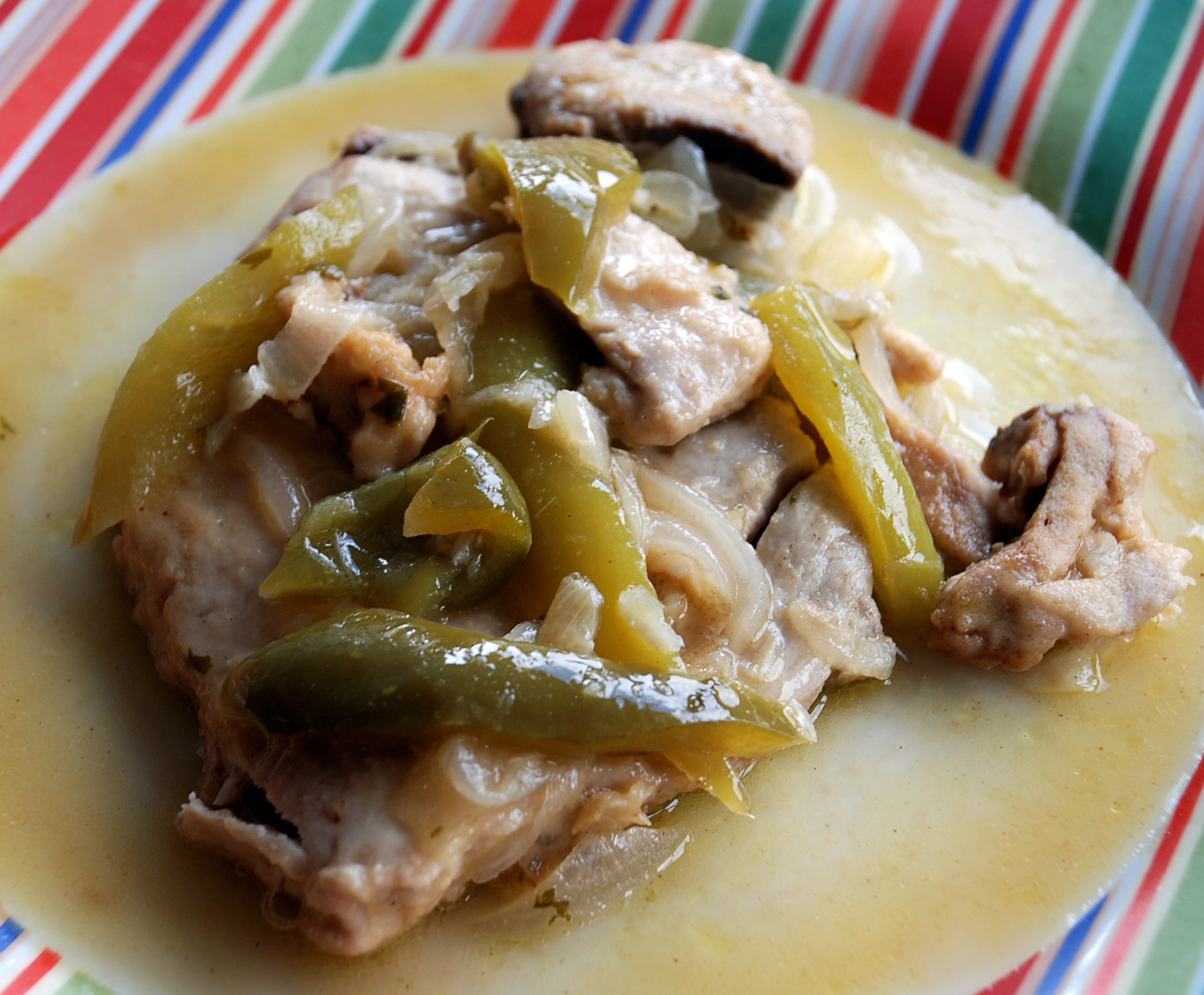
Plato de Bonito del Norte con piperrada.

El atún aleta larga, atún blanco, bonito del norte, albacora o en Canarias barrilote (Thunnus alalunga) es una especie de atún que se encuentra en todas las aguas tropicales y en los océanos templados, y en el mar Mediterráneo. Se le denomina bonito del norte al que se pesca en el mar Cantábrico, aunque no tiene nada que ver con la especie de los bonitos y suele llevar a confusión y creer que el bonito es igual que el atún. 
Es principalmente consumido en la gastronomia Ecuatoriana, tiene una longitud de hasta 140 cm y pesos de hasta 60 kg. Se le diferencia del atún rojo porque posee una aleta pectoral más grande que la del atún común y unas rayas oblicuas de color oscuro en ambos lados de la zona dorsal.
El atún blanco es un preciado alimento; comercialmente se pesca con anzuelo para que el pez no sufra y ofrezca una carne de mayor calidad. También es apreciado por pescadores deportivos.
El bonito del norte vive durante el invierno en las aguas próximas a las Azores y se desplaza a finales de la primavera (mayo o junio) al mar Cantábrico. Es durante estas migraciones cuando se inicia la campaña del bonito, llamada costera, que acaba generalmente en septiembre. En ella participan barcos procedentes de Galicia, Asturias, Cantabria, País Vasco y Francia.

## Sus partes
El bonito del norte se suele despiezar de la siguiente manera

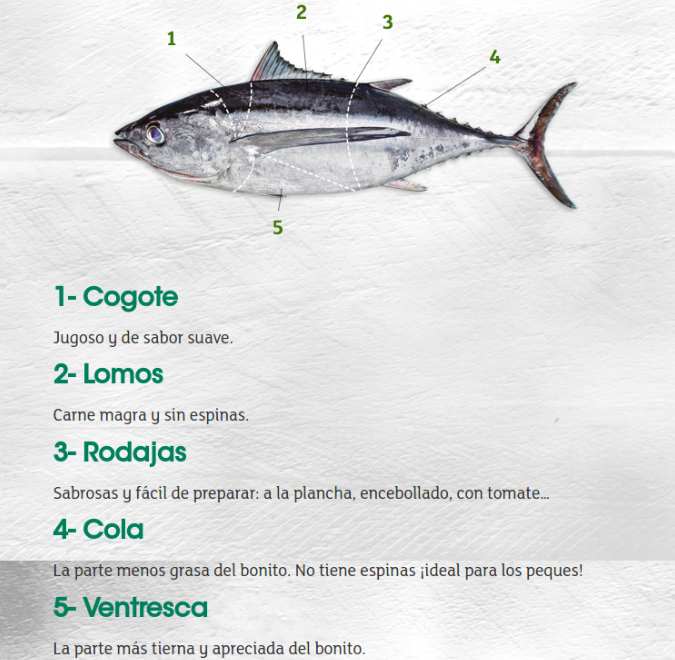
Despieze y partes del Bonito del norte